# Ecnomus bengkok
Ecnomus bengkok är en nattsländeart som beskrevs av Cartwright 1994. Ecnomus bengkok ingår i släktet Ecnomus och familjen trattnattsländor. Inga underarter finns listade i Catalogue of Life.